# Karl Friedrich von Rumohr
Karl Friedrich von Rumohr (Reinhardtsgrimma, 6 gennaio 1785 – Dresda, 25 luglio 1843) è stato uno scrittore, storico dell'arte e disegnatore tedesco.

## Biografia
Carl Friedrich von Rumohr nacque in un'antica famiglia aristocratica ed è cresciuto a Holstein vicino a Lubecca. Frequentò l'Università di Gottinga 1802-1804 dove studiò filologia classica con Christian Gottlob Heyne, storia con Arnold Hermann Ludwig Heeren e matematica con Bernhard Friedrich Thibaut; In seguito ricevette lezioni di disegno da Johann Dominicus Fiorillo che lo introdusse nel mondo della pittura e alla lettura critica di Vasari.
Durante gli anni all'università aderìl movimento artistico del romanticismo assieme a Ludwig Tieck, lo abbandonò nel 1804 quando si convertì al cattolicesimo insieme ai fratelli Riepenhausen. Dopo aver ereditato una grande fortuna alla morte del padre, andò con Tieck e con i fratelli Riepenhausen a Roma (1805-1806) dove incontrò un gruppo di artisti tedeschi (ad esempio Joseph Anton Koch). Sempre a Roma acquisì le basi delle arti classiche. Nel suo viaggio di ritorno soggiornò a Francoforte dove conobbe Clemens Brentano.
Di grande importanza per lo sviluppo del suo pensiero fu, negli anni 1806/1807, il suo contatto a Monaco,con la Naturphilosophie (filosofia della natura) di Friedrich Wilhelm Joseph Schelling. In seguito, studiò presso l'Accademia delle Belle Arti di Monaco dove strinse amicizia con il figlio del rettore Johann Peter von Langer.
Il suo primo contributo importante nella storia dell'arte avvenne con la pubblicazione nel 1812 di Über die antike Gruppe Castor und Pollux ....
Il suo secondo viaggio studio, a Firenze e a Siena, fu assieme al pittore Franz Horny e nel 1817 a Roma. Inoltre, fece da guida al re di Danimarca Cristiano VIII nel 1819 e ancora nel 1821 al re di Baviera Ludwig.
Rumohr morì nel 1843 a Dresda. Il filosofo naturale, medico e pittore Carl Gustav Carus eseguì un'autopsia del cadavere e ne realizzò la maschera mortuaria. È sepolto a Dresda sull'Innerer Neustädter Friedhof. Cristiano VIII donò la tomba realizzata secondo il progetto di Gottfried Semper, distrutta durante la seconda guerra mondiale fu ricostruita nel 2010.

## Opere
- Über die antike Gruppe Castor und Pollux oder von dem Begriffe der Idealität in Kunstwerken. Perthes, Hamburg, 1812 Digitalisat der Ruprecht-Karls-Universität Heidelberg
- Italienische Forschungen. Nicolai’sche Buchhandlung, Berlin und Stettin, Teil 1–3
  - Erster Theil. 1827 deutschestextarchiv.de
  - Beigabe zum Ersten Bande. 1827 deutschestextarchiv.de
  - Zweyter Theil. 1827 deutschestextarchiv.de
  - Dritter Theil. 1831 deutschestextarchiv.de
- Geist der Kochkunst von Joseph König. Überarbeitet und herausgegeben von C. F. von Rumohr., 2., verm. u. verb. Aufl., Stuttgart und Tübingen 1832.  SLUB Dresden
- Hans Holbein, der jüngere, in seinem Verhältnisse zum deutschen Formschnittwesen, Anstalt für Kunst und Literatur, Leipzig 1836 Google
- Zur Geschichte und Theorie der Formschneidekunst. Anstalt für Kunst und Literatur (R. Weigel), Leipzig 1837 SLUB Dresden
- Reise durch die östlichen Bundesstaaten in die Lombardey und zurück über die Schweiz und den oberen Rhein in besonderer Beziehung auf Völkerkunde, Landbau und Staatswirthscharft. Rohden’sche Buchhandlung, Lübeck 1838 SLUB Dresden